# Muhammed Gümüşkaya
Muhammed Gümüşkaya, né le 1er janvier 2001 à Istanbul en Turquie, est un footballeur turc qui joue au poste de milieu central au Bandırmaspor.

## Biographie

### En club
Né à Istanbul en Turquie, Muhammed Gümüşkaya est formé par le Fenerbahçe SK, qu'il rejoint en 2012. Il signe son premier contrat professionnel avec le club le 26 juillet 2018. Il joue son premier match en professionnel le 30 octobre 2019, lors d'une rencontre de coupe de Turquie face au Tarsus İdman Yurdu (en). Il entre en jeu à la place de Miha Zajc et son équipe l'emporte par trois buts à un.
Le 4 février 2022, il est prêté jusqu'à la fin de la saison au Giresunspor. 
Le 23 août 2022, Muhammed Gümüşkaya quitte définitivement le Fenerbahçe SK pour s'engager en faveur du KVC Westerlo. Il signe un contrat courant jusqu'en juin 2026.

### En sélection
Muhammed Gümüşkaya représente l'équipe de Turquie des moins de 17 ans entre 2017 et 2018. Au total il fait huit apparitions avec cette sélection.
Gümüşkaya joue également avec les moins de 19 ans. Il participe à quatre matchs avec cette sélection entre 2019 et 2020.
Muhammed Gümüşkaya joue son premier match avec l'équipe de Turquie espoirs contre la Belgique le 3 septembre 2021. Il entre en jeu et son équipe s'incline par trois buts à zéro ce jour-là.